# Exetastes albiger
Exetastes albiger là một loài tò vò trong họ Ichneumonidae.